# Marktaandeel
Marktaandeel is het aandeel dat een aanbieder van een goed of dienst heeft in de totale omzet op de betreffende markt in een bepaalde periode.
Als één aanbieder de gehele markt in handen heeft spreekt men van een monopolie. Als enkele aanbieders samen de markt domineren spreekt men van een oligopolie.
Voor het correct bepalen van het marktaandeel is het van belang de markt goed te definiëren. Dit kan onder meer met de Herfindahl-index.
aanbod · aandeel · balans · bank · bedrijf · bedrijfsvorm · belegging · beroep · centrale bank · deflatie · economisch model · economische groei · effectenbeurs · elasticiteit · geld · handel · handelsoorlog · handelsrecht · handelsregister · inflatie · kartel · kredietcrisis · Kamer van Koophandel · lening · marketing · markt · marktaandeel · markteconomie · marktfalen · marktwerking · mededinging · modaal inkomen · monopolie · monopolistische concurrentie · monopsonie · oligopolie · omzetbelasting · overheidsfalen · perfecte markt · prijs · prijsafspraak · solvabiliteit · staatsbankroet · staatsschuld · vraag · volkomen concurrentie